# Doce de espécie
O doce de espécie é um doce típico da culinária brasileira, especialmente do Nordeste do Brasil, feito a base de rapadura e gergelim com farinha de mandioca, cravo-da-índia, pimenta do reino e erva-doce. Há uma variante a base de coco típico de Alcântara, no estado brasileiro do Maranhão. É uma herança dos açorianos, e é famoso por sua distribuição durante a Festa do Divino no Maranhão.